# Ousman B. Conateh
Alh. Ousman Basi „Fisco“ Conateh ORG (* 1. November 1937 in Bathurst; † 4. April 2020) war ein gambischer Unternehmer und Sportfunktionär. Er war Gründer des Wallidan Football Club und Präsident der damaligen Gambia Football Association (GFA).

## Leben
Conateh besuchte die St. Augustine’s High School in Bathurst und absolvierte später eine Berufsausbildung in den Bereichen Merchandising, Marketing und Unternehmertum bei der United Africa Company  (UAC) in Lagos, Nigeria. Später wurde er zum Manager des Supermarktes Kingsway, einer der Tochtergesellschaften der UAC, ernannt. Außerdem war er Verwaltungsleiter von The Gambia Fisheries Ltd. und alleiniger Eigentümer und Geschäftsführer der National Partnership Enterprises (NPE) Sea Food Processing Company und alleiniger Eigentümer und Vorsitzender der O.B. Trawlers Agency.
Er galt in seiner Jugendzeit als umwerfender Cricketspieler und war nationaler Radsportmeister. Conateh war 1969 Gründer des Wallidan Football Club und Präsident der damaligen Gambia Football Association (GFA), obwohl er selbst nie aktiver Fußballer war. 1993 wurde Conateh Präsident der GFA (heute Gambia Football Federation, GFF), er trat nach zwei Amtszeiten 2001 freiwillig von seinem Amt zurück. Er blieb bis zu seinem Tod Ehrenpräsident der GFA. Er diente der West African Football Union (WAFU) zehn Jahre lang als Vizepräsident und mehrere Jahre lang als Mitglied der Confédération Africaine de Football (GAF) im Unterausschuss für Wettbewerbe.
Er starb nach langer Krankheit 2020 und wurde am 5. April auf dem Friedhof von Jeshwang beigesetzt.

## Ivorischer Honorarkonsul
1986 wurde Conateh als ivorischer Honorarkonsul in Gambia ernannt. Bis mindestens 2007 behielt er diese Ernennung. Für seine Verdienste wurde er mit dem National Order of the Republic of Cote d’ Ivoire (1995, Officer; 2007, Commander) ausgezeichnet.

## Auszeichnungen und Ehrungen
- 1986: Member of the Order of the Republic of The Gambia (MRG)[1][9]
- 1995: Officer of the National Order of the Republic of Cote d’ Ivoire[1]
- 1999: Ehrung für seinen herausragenden Beitrag zur Entwicklung der Jugend und des Sports[1]
- 2000: Millennium Award for Excellence des Gambia National Olympic Committee (GNOC)[1]
- 2001: Millennium Award for Excellence des GNOC[1]
- 2001: Officer of the Order of the Republic of The Gambia (ORG)[1][9][2]
- 2001: Person of the Year von (The Gambia News & Report)[10]
- 2007: Commander of the National Order of the Republic of Cote d’ Ivoire[1]
- 2008: Meritorious Award der WAFU[11]
- 2016: July 22nd Revolution Award
- 2019: Lifetime Achievement award der Gambia Chamber of Commerce and Industry (GCCI)[1]
- 2020: Life Time Achievement Award der Gambia Football Federation[1]
- Achievement Award for Excellence der GCCI[1]
- Aufnahme in die Hall of Fame als Nationaler Radsportmeister[1]
- Aufnahme in die Hall of Fame als Internationaler Cricketspieler[1]